# جام قهرمانی فوتبال ایران ۱۳۴۳
جام قهرمانی فوتبال ایران ۱۳۴۳ هفتمین دوره جام قهرمانی فوتبال ایران که توسط فدراسیون فوتبال ایران برگزار شد. جام قهرمانی فوتبال ایران در سال ۱۳۴۳ در مشهد برگزار شد و تیم  کیان تهران قهرمان این رقابتها شد.
ششمین دوره جام قهرمانی ایران در حالی انجام شد که فوتبال ایران طی ۲ سال حوادث مهمی را پشت سر گذاشته بود. از سری مسابقات انتخابی جهت جام قهرمانی ایران  ۱۳۴۲، در شهرآورد تهران که محمدرضا پهلوی شاه ایران هم در ورزشگاه حاضر بود هواداران تیمهای دارایی  و شاهین تهران در حالیکه برای یکدیگر کری میخواندند به یکباره شعارها به صورت کنایه شاه ایران را مخاطب قرار داد، وی با عصبانیت ورزشگاه را ترک کرد و مسئولین از انجام مسابقه جلوگیری کردند. فوتبال تهران به مدت دو سال  در لیگ و حذفی تعطیل شد و به  بهانه ی  بازیهای سراسری کشوری  (به سبک المپیک) سال ۱۳۴۲  جام قهرمانی فوتبال ایران لغو شد. البته در بازیهای ورزشی ، رقابتهای فوتبال برگزار گردید ولی تیمها به صورت استانی حضور داشتند  بجز اصفهان که باشگاه شاهین اصفهان را به این رقابتها اعزام کرده بود و در پایان هم این تیم قهرمان شد و به مدال طلا دست یافت. سال ۱۳۴۳ اجازه ی برگزاری رقابتهای انتخابی در تهران  داده نشد بنابراین  هیات فوتبال تصمیم گرفت تیم کیان را به این رقابتها معرفی کند.
کیان در مرحله اول متزلزل نشان داد و به سختی راهی دور پایانی شد. ۵ تیم با میزبانی مشهد برای قهرمانی به رقابت پرداختند و کیان که به نظر میامد  شانس کمتری  نسبت به ساِیر رقبا داشته باشد  قهرمان ایران شد و جام را به تهران آورد.  آریا مشهد قهرمان ۱۳۴۰ نتوانست  از میزبانی سود ببرد و  اینبار در شهر خود به مقام دوم بسنده کرد و  مموریال تبریز هم به مدال برنز دست یافت.

## [۲]منابع
1. ↑  ورزش در تبریز
2. ↑  فوتبال تبریز.
3. ↑  «طرفداری.جام قهرمانی فوتبال ایران». طرفداری. دریافت‌شده در ۲۰۲۲-۱۲-۰۵.

1. ↑  «kayhanvarzeshi.ir جام قهرمانی فوتبال ایران». kayhanvarzeshi.ir. دریافت‌شده در ۲۰۲۲-۱۲-۰۵.